# Linus Wahlqvist
Rolf Linus Wahlqvist (Norrköping, Suecia, 11 de noviembre de 1996) es un futbolista sueco. Juega de defensa y su equipo es el Pogoń Szczecin de la Ekstraklasa de Polonia.

## Clubes
| Club           | País     | Año       |
| -------------- | -------- | --------- |
| IFK Norrköping | Suecia   | 2014-2018 |
| Dinamo Dresde  | Alemania | 2018-2020 |
| IFK Norrköping | Suecia   | 2020-2022 |
| Pogoń Szczecin | Polonia  | 2023-     |

## Palmarés

### Campeonatos nacionales
| Título      | Club           | País   | Año  |
| ----------- | -------------- | ------ | ---- |
| Allsvenskan | IFK Norrköping | Suecia | 2015 |